# نادي طراز
نادي طراز هو نادي كرة قدم في مدينة طراز الكازاخستانية تأسس في 1960. يلعب في دوري كازاخستان الممتاز.

## إنجازات
- دوري كازاخستان الممتاز: 1

1996
- كأس كازاخستان‏: 1

2004

## وصلات خارجية
- الموقع الرسمي